# يحيى بن خلفان الخروصي
يحيى بن خلفان بن جاعد بن خميس بن مبارك بن يحيى بن عبد الله بن ناصر بن محمد بن حيا بن زيد بن منصور بن ورد بن الإمام الخليل بن شاذان بن الإمام الصلت بن مالك بن بلعرب الخليلي الخروصي اليحمدي الأزدي القحطاني (1227 - 1322 هـ / 1812 - 1906 م)، فقيهُ وقاضٍ وشاعر عُماني.

## تاريخ ومكان مولده
ولد عام 1227 هـ / 1812 م في بلدة الهجار من وادي بني خروص، بولاية العوابي إحدى ولايات محافظة الباطنة جنوب. سكن في ستال في بيته المعروف ب (بيت الصباح)، ثم انتقل إلى حارة العالي في ولاية العوابي وسكن بيت المعروف بالكبير أو البيت الحْمَرْ.

## شهرته
اشتهر بصاحب الترجمة. وجده العلامة أبو نبهان جاعد بن خميس الخروصي الملقب بالشيخ الرئيس. ووالده الشيخ خلفان بن جاعد. ومن أعمامه: الشيخ المحقق ناصر بن جاعد، وخميس بن أبي نبهان. ويلتقي نسبه بإمامين من أئمة عمان وهما:
- الإمام الخليل بن شاذان الذي ولي أمر عمان من 407 هـ إلى 425 هـ.
- الإمام الصلت بن مالك الخروصي، الذي ولي أمر عمان من 237 هـ إلى 273 هـ.[1]

حضر بيعة الإمام عزان بن قيس الخروصي عام 1285 هـ، وتولى أمور القضاء له في بعض البلدان، وساهم في إدارة بيت المال. غادر عُمان إلى زنجبار بعد مقتل الإمام عزان بن قيس الخروصي في عهد السلطان برغش بن سعيد، وعمل في القضاء وتصحيح المطبوعات الفقهية. ثم عينه السلطان برغش مشرفاً على أعمال المطبعة السلطانية 1299 هـ/ 1882م.

## والدته وإخوانه
والدته هي أصيلة بنت محمد بن سالم الجامعية الخروصية من بلدة ستال، وأخوه الغير شقيق هو الشيخ خميس بن خلفان، وأخوه محمد، وله أربع أخوات.

## زوجاته
تزوج ابنة الشيخ سرور بن نبهان بن جاعد، وتزوج ابنة الشيخ خميس بن أبي نبهان، وتزوج ابنة الشيخ ماجد بن جاعد بن خميس، وله ثلاثة أولاد هم: عبد الله، ومحمد، وسعيد، ومجموعة بنات.

## تعلمه
صُقلت شخصية الشيخ خلفان في العشر سنوات الأولى من حياته التي عاشها مع جده الشيخ الرئيس أبي نبهان. ومن ثم كان مصدره الثاني للثقافة هو والده الشيخ خلفان بن جاعد حيث تلقى منه مبادئ العلوم الأولية من القراءة والكتابة، وحفظ القرآن والنحو منه. بالإضافة لكل تلاميذ جده أبي نبهان الخروصي ومن أبرزهم:
- الشيخ العلامة أبو محمد ناصر بن أبي نبهان الخروصي : الذي من تلاميذه العلامة المحقق سعيد بن خلفان الخليلي، والشيخ يحيى بن خلفان الخروصي.
- الشيخ الفقيه خميس بن جاعد بن خميس الخروصي.

## أقرانه
من أقرانه الذين تأثر بهم وتأثروا به
في عُمان:
- سعيد بن خلفان الخليلي.
- الشيخ خميس بن جاعد وإخوته.
- أبناء عمومته

في زنجبار
- الأديب أبو وسيم خميس الأزكوي.
- الشيخ القاضي سالم بن عديم البهلاني.
- الشيخ محمد بن جمعه بن علي المغيري.

## تلاميذه
رغم انشغاله بكثرة الأعمال المؤاكلة إليه، إلا أنه تتلمذا على يده بعض طلاب العلم ومنهم:
- الشيخ سيف بن ناصر بن سليمان الخروصي.
- الشيخ ربيعة بن ماجد الكندي.
- أبناءه (محمد وسعيد).

## آثاره العلمية والعملية
في فترة وجود الشيخ يحيى في عُمان أهتم بنسخ واقتناء العديد من الكتب، ويعتبر أحد النساخ العمانيين في زمانه. وبدأت أهم أعمال الشيخ يحيى عندما أنشئت المطبعة السلطانية في زنجبار بأمر من السيد برغش سلطان زنجبار عام 1297 هـ، حيث أن الشيخ يحيى كان أحد الباحثين المؤسسين والمحققين فيها، فأخرج العديد من الكتب، وترجم للعديد من العلماء الذين طبع لهم. ومن هذه المنتوجات:
1. طباعة كتاب قاموس الشريعة لمؤلفه الشيخ العلامة جميل بن خميس بن لافي السعدي الذي بدأت طباعته في 1299 هـ: ويعتبر الكتاب موسوعة ضخمة في أصول الشريعة وفروعها، حيث يقع في أكثر من تسعين جزءا
2. أشرف على طباعة كتاب تفسير القرآن الكريم هيمان الزاد إلى دار المعاد للعلامة محمد بن يوسف أطفيش، الذي بدأت طباعته في مطلع القرن الرابع عشر الهجري، واستغرق إخراج وطباعة الكتاب حوالي عشر سنوات.
3. طباعة كتاب حاشية الترتيب للشيخ أبي يعقوب يوسف بن إبراهيم المغربي الوهبي الأباضي الوارجلاني
4. طباعة كتاب تمهيد قواعد الإيمان للشيخ سعيد بن خلفان الخليلي
5. وطباعة كتاب الدعائم أو دعائم الإسلام مجموعة من القصائد من نظم الشيخ العلامة ابن النظر لجامع ابن جعفر
6. وطباعة الكثير من المراسلات العلمية، وتعليقاته على العديد من الكتب التي نسخها في زنجبار

## وفاته
توفي الشيخ يحيى بن خلفان بن أبي نبهان الخروصي يوم الأربعاء 25 من ذي الحجة 1322 هـ، وعمره 95 عاما بعد ثماني سنوات من رجوعه إلى أرض الوطن.